# Sakura Gakuin 2015nendo: Kirameki no kakera
Sakura Gakuin 2015nendo: Kirameki no kakera (さくら学院 2015年度 ～キラメキの雫～?) è il sesto album in studio del gruppo musicale idol giapponese Sakura Gakuin, pubblicato nel 2016 dall'Amuse.
Esistono tre versioni dell'album: una standard con custodia jewel case e due edizioni limitate.

## Tracce
1. School Days
2. Mezase! Superlady - 2015nendo (目指せ！スーパーレディー - 2015年度 –?)
3. Chime (チャイム?)
4. Mathematica! (マセマティカ！?)
5. Minipati – Jaka-para GooGoo omurice (ジャカパラ GooGoo ♡ オムライス?)
6. Sleepiece – Suimin fusoku (スイミン不足?)
7. Kōbaihō – Piece de Check! - 2015 (ピース de Check ! -2015-?)
8. Kagaku Kyūmei Kikō Logica? – Science Girl Silence Boy
9. Rinon Isono, Saki Ōga, Saki Shirai – Michishirube (未知標 ～ミチシルベ～?)
10. Yakusoku no mirai (約束の未来?)
11. Kirameki no kakera (キラメキの雫?)
12. Yume ni mukatte (夢に向かって?)

### Edizione Limitata "Sakura" Blu-ray
1. Mathematica! (MV)
2. Kirameki no kakera (MV)
3. Let's Dance (Live, da Sakura Gakuin 5th Anniversary Live: For You)

### Edizione Limitata "Gakuin" DVD
1. Sakura Gakuin 2015nendo gakunentsu test: Yudantaiteki! Kotoshi wa nimosaku de dai shūkaku-sai (さくら学院 2015年度 学年末テスト ～油断大敵！今年は二毛作で大収穫祭～?)
2. Mise Chaimasu! Sakura Gakuin 2015nendo nukiuchi chūkan test! Tokubetsu hen: Aki no shūkaku-sai (見せちゃいます！さくら学院2015年度 抜き打ち中間テスト！特別編 ～秋の収穫祭～?)